# امام زادة اكبر (مقاطعة دهلران)
امام زادة أكبر (بالفارسية: امام زاده اکبر) هي قرية تقع في قسم اناران الريفي (مقاطعة دهلران) في إيران.